# Цудерос, Эммануил
Эммануи́л Цудеро́с (греч. Εμμανουήλ Τσουδερός; 19 июля 1882, Ретимнон — 10 февраля 1956, Нерви, Лигурия, Италия) — греческий юрист, экономист и политик первой половины XX века. Премьер-министр Греции в эмиграции, в период оккупации страны во время Второй мировой войны.

## Биография
Эммануил Цудерос родился в городе Ретимнон на острове Крит в 1882 году. Род Цудероса был знатным и отмечен в истории острова на протяжении последних столетий. В 1898 году, когда Цудеросу было 16 лет, Критское государство, оставаясь формально под османским контролем, стало автономным, а в 1908 году остров де-факто стал частью Греческого королевства. Цудерос окончил юридический факультет Афинского университета и продолжил учёбу, но уже экономическим наукам, в Париже и Лондоне. По возвращении на Крит первоначально стал депутатом Критского парламента от Ретимнона в период 1906—1912 годов и вице-президентом Собрания критян и их представителем в Афинах в период 1911—1912 годов.
После официального воссоединения Крита с Грецией (1/12/1913) он был избран депутатом в «Парламент эллинов». Вновь был избран депутатом парламента от Ретимнона с Партией либералов в 1915, 1920 и 1923 годах.
В 1924 году принял портфель министра транспорта в правительстве Элефтериоса Венизелоса и в том же году стал министром финансов в правительстве Папанастасиу. В 1925 году был назначен заместителем директора Национального банка Греции. С этого поста, с 1927 года Цудерос предложил и согласовал с представителями Лиги Наций создание Банка Греции. В 1931 году, в трудный для греческой экономики момент, Цудерос возглавил Банк Греции, и оставался на этом посту до 1939 года, когда был смещён режимом генерала Метаксаса по политическим причинам.

## Премьер-министр
В октябре 1940 года греческая армия отразила нападение Италии и перенесла военные действия на территорию Албании. Это была первая победа стран антифашистской коалиции против сил Оси. Ожидалось вмешательство Германии. Германский генштаб подготовил план операции «Марита» в декабре, подписав также соглашение об участии болгарской армии в войне и предоставлении Болгарии греческих территорий в Македонии и Фракии:545.
Германия начала ввод своих войск в Болгарию 6 февраля 1941 года и развернула их на греко-болгарской границе. Болгария мобилизовала 14 своих дивизий:542.
Итальянское весеннее наступление 09.03-15.03.1941 года в Албании показало, что итальянская армия не могла изменить ход событий, что делало вмешательство Германии для спасения своего союзника неизбежным. Германское вторжение в Грецию началось 6 апреля 1941 года. В тот же день немцы и их союзники вторглись в Югославию, поскольку мартовский переворот нарушил планы присоединения этой страны к «Оси». Немцы не смогли с ходу прорвать греческую оборону на Линии Метаксаса, что вынудило Гитлера заявить, что «из всех противников, которые нам противостояли, греческий солдат сражался с наибольшим мужеством».
Группа дивизий Восточной Македонии (4 дивизии) оказалась отрезанной от основных сил армии, ведущих военные действия против итальянцев в Албании, где находились 16 из общего числа 22 греческих дивизий:545. Дорога на Афины была открытой для германских дивизий. Греческих частей на их пути практически не было. В Афинах было объявлено Военное положение. В атмосфере пораженчества и проявления германофильства некоторых генералов, 18 апреля состоялось заседание министерского совета под председательством премьера Александроса Коризиса. Правительство и король Георг приняли решение оставить континентальную Грецию и перебраться на Крит, а затем на контролируемый британцами Кипр. Большинство членов правительства считали что будет недостойным для греческой армии прекратить сражение, в то время как британские части, приглашённые ими в Грецию, ввязались в бои:550.
После совета состоялся разговор Коризиса с королём Георгом. Коризис ушёл с этой встречи опустошённым и направился в свой дом, где покончил жизнь самоубийство двумя выстрелами. Историк Т. Герозисис считает, что Коризис сдержал слово, данное германскому послу: «лучше умереть»:551.
Король обратился к Софулису, чтобы тот сформировал правительство, но Софулис отказался:551. 21 апреля 1941 года Цудерос принял предложение короля Георга II возглавить правительство. 23 апреля правительство Цудероса, вместе с королевской семьёй отбыли на Крит, в то время как разрозненные части греческой армии, под командованием «сумасшедших» офицеров, отказывавшихся капитулировать, отступали с боями к морским портам, чтобы добраться до Крита или Египта:554. Однако даже в эти трагические дни, у короля и правительства Цудероса не хватило мужества освободить заключённых коммунистов, которые в конечном итоге были переданы немцам:557:574.

## Крит
Критяне в массе своей были антимонархистами и восставали против диктаторского режима Метаксаса в июле-августе 1938 года:253.
Цудерос был критянином и в некоторой степени был гарантией для короля, что на Крите его не ожидают сюрпризы:566.
Отбытие правительства и королевского двора носило одновременно «трагический и комический характер».
Амбиции и претензии королевского двора, министров их окружения вызвали «умеренного масштаба» бунты экипажей перевозящих их боевых кораблей, чьи семьи оставались на оккупированной территории.
Влияние правительства, все члены которого были ставленниками и сторонниками диктатуры, на Крите было ничтожным.
С началом боёв за Крит критяне сражались против немецких парашютистов, продолжая свои вековые боевые традиции, но вне контакта с королём и Цудеросом, которые с началом боёв 20 мая покинули Крит и морем прибыли в Александрию 22 мая.

## Эмиграционное правительство
После своего бегства с Крита и передав уцелевшие корабли флота в операционное командование англичан, король и Цудерос, обогнув морем Африку, добрались до Лондона.
Англичане, заботясь о своих интересах, не позволили им обосноваться на населённом, в своём большинстве, греками Кипре.
В октябре 1941 года Цудерос решился очистить своё правительство от сторонников диктатуры Метаксаса:567.
В 1942 году, в качестве премьер-министра эмиграционного греческого правительства, Цудерос, вместе с королём, представили правительству Великобритании обращение о предоставлении Кипра Греции, за её жертвы понесённые в войне.
Готовя послевоенные планы по возвращению короля в страну, оставив проблемы оккупированной Греции на откуп англичанам, Цудерос стал организовывать свою маленькую армию в эмиграции, поощряя исход греческих офицеров из оккупированной Греции на Ближний Восток:580.
В сентябре 1941 года Первая бригада армии насчитывала 5 тысяч человек:605.
Между тем, продолжающаяся конфронтация в греческих частях на Ближнем Востоке между монархистами и республиканцами, вынудили короля и Цудероса обосноваться в феврале 1943 года в Египте и выполнить некоторые из требований взбунтовавшихся республиканцев 2-й бригады:651.
18 марта 1944 года, было объявлено о создании на освобождённой Народно-освободительной армией Греции территории «Политического Комитета Национального Освобождения» (греч. Πολιτική Επιτροπή Εθνικής Απελευθέρωσης — ΠΕΕΑ), известного и как «Правительство гор».
Когда эта новость достигла Ближнего Востока, организации республиканцев в греческих частях решили оказать давление на Цудероса, чтобы тот признал ΠΕΕΑ и вместе с «Правительством гор» сформировал правительство национального единства.
Делегация офицеров-республиканцев прибыла к Цудеросу 31 марта 1944 года. Цудерос принял её вежливо, заявил, что он согласен с формированием правительства национального единства, но тут же, по выходе делегации, приказал её арестовать:700.
Событие вызвало волнения в воинских частях и требование отставки Цудероса.
Цудерос — будучи и сам антикоммунистом, но и под давлением англичан, которые не желали видеть греческое правительство вне британского контроля — отказался уйти в отставку.
Последовал мятеж греческих частей на Ближнем Востоке в апреле 1944 года.
Потеряв контроль над ситуацией, Цудерос в конечном итоге подал в отставку:702. Впоследствии британские войска, вместе с верными королю греческими военными, подавили мятеж.

## После освобождения
В первые годы после освобождения Греции годы, Цудерос был вице-премьером и министром координации в первом правительстве Софулиса (22 ноября 1945 — 4 апреля 1946). В октябре 1946 года он возглавил «Демократическую прогрессивную партию». В 1952 году стал министром без портфеля в правительстве Папагоса (19 ноября 1952 — 6 октября 1955). Эммануил Цудерос умер 10 февраля, находясь на отдыхе в прибрежной итальянской деревушке Нерви, Лигурия
Его сын, Цудерос, Иоаннис, (умер в 1997 году), принял участие в войне с группой американо-британских дивесантов, выбросившихся на парашютах в оккупированную Грецию. Дочь, экономист Цудеру, Виргиния, также была вовлечена в политику и стала заместителем министра иностранных дел.
Письменный стол, которым пользовался премьер Цудерос на Крите в 1941 году хранится в Историческом музее Крита в Ираклионе. Его архив, периода 1948—1954 годов, хранится в Библиотеке Геннадиоса.